# Michele Hutchison
Michele Hutchison (1972) is een Brits vertaler. Zij heeft het boek De avond is ongemak van Lucas Rijneveld vertaald naar het Engels. Het boek won de International Booker Prize in 2020. Dit is de eerste keer dat een Nederlandse schrijver die prijs ontving. Michele Hutchison woont in Amsterdam.